# Wille Wilenius
Michael "Wille" Wilenius, född 17 februari 1961, är en finlandssvensk person inom finländska nöjeslivet. Tillsammans med Paul Olin blev han känd som "Paleåwille" med kultrappen; "Jag är finlandssvensk"
Wille Wilenius äger kommunikationsföretaget Bulevardin Viestintä. Han producerade på 1990-talet ungdomsmusikalen Hype på Svenska Teatern. Före det var han med om att producera tv-serien "16" som även är en klassiker i finlandssvenskt kulturliv. Gjord 1993. 
Wilenius var en av Vegas sommarpratare år 2014.